# Řád svobody (Portugalsko)
Řád svobody (portugalsky: Ordem da Liberdade) je portugalské státní vyznamenání založené roku 1976 a udílené za významné služby pro demokracii a svobodu, za obranu hodnot civilizace a lidské důstojnosti. Velmistrem řádu je úřadující prezident Portugalska.

## Historie
Řád byl založen dne 4. října 1976 na počest  karafiátová revoluce z roku 1974, během které zanikl autoritářský režim Estado Novo Antónia de Oliveira Salazara a Marcela Ceatana. Cílem bylo ocenit ty, kteří se vyznamenali při obraně nejcennějších revolučních ideálů.
Podle ustanovujícího zákona č. 709-A/76 ze dne 4. října 1976, kterým byl řád zřízen, se vyznamenání udílelo za odměnu za významné občanské zásluhy občanům Portugalska i cizím státním příslušníkům, kteří se vyznačovali svou láskou ke svobodě a svou oddaností pro lidská práva a sociální spravedlnost, zejména při obraně republikánských a demokratických ideálů.
Byla jím vyznamenáni vojáci, kteří vedli karafiátovou revoluci a další lidé, kteří se postavili na obranu lidských práv.
Následně byl status řádu v roce 1986 mírně upraven a je využíván jako ocenění za dodržování hodnot civilizace, lidské důstojnosti a svobody.
Podle oficiální klasifikace portugalských vyznamenání patří spolu s Řádem prince Jindřicha do kategorie Národních řádů (Ordens Nacionais).

## Pravidla udílení
Řád byl udělen důstojníkům, kteří se přičinili o karafiátovou revoluci, která svrhla autoritářský režim Estado Novo, stejně jako dalším, kteří bojovali za lidská práva. Poté byla pravidla pro udílení řádu v roce 1986 rozšířena.
Počet žijících nositelů jednotlivých tříd řádu je omezen. Počet žijících nositelů velkokříže je omezen na 50, počet velkodůstojníků na 100, komturů na 300 a důstojníků na 400. Počet rytířů není omezen.
Řádový řetěz je udílen zahraničním hlavám států a v několika případech byl udělen i bývalému prezidentu Portugalska. Poprvé byl řetěz udělen v roce 1987 francouzskému prezidentovi François Mitterrandovi.
Velmistrem řádu je z titulu své funkce úřadující prezident republiky. V organizačních otázkách mu pomáhá kancléř řádu spolu s radou řádu.

## Insignie
Řádový odznak má tvar bíle smaltovaného kulatého medailonu se světle modře smaltovaným řeckým křížem uprostřed. Kříž je obklopen zlatou korunou, která je úzce lemována tmavě modrým smaltem. Medailon je lemován ozdobou sestávající z jedenácti párů bíle smaltovaných stylizovaných křídel. Odznak je ke stuze připojen přívěskem v podobě zeleně smaltovaného vavřínového věnce oválného tvaru. Uvnitř věnce jsou červeně smaltované plameny. Celý řádový odznak je zlatě lemován. Velikost odznaku se pro jednotlivé třídy liší.
Řádová hvězda má podobu řádové odznaku včetně přívěsku položeného na zlatém téměř kruhovém podkladu. V případě třídy komtura je podklad stříbrný.
Řádový řetěz se skládá z kulatých bíle smaltovaných článků se světle modře smaltovaným řeckým křížem, které se střídají s články v podobě oválného zeleně smaltovaného vavřínového věnce s červeně smaltovanými plameny uprostřed. Řádový odznak je k řetězu zavěšen na zlatém kroužku.
Stuha je bílá se žlutými okraji.

## Třídy
Řád je udílen v šesti řádných třídách. Dále k němu náleží zlatá a stříbrná medaile.
- řetěz (Grande-Colar, GColL) – Řádový řetěz se nosí kolem krku, řádový odznak na široké stuze spadající z ramene na protilehlý bok a řádová hvězda se nosí nalevo na hrudi.
- velkokříž (Grã-Cruz, GCL) – Řádový odznak se nosí na široké stuze spadající z ramene na protilehlý bok, řádová hvězda se nosí nalevo na hrudi.
- velkodůstojník (Grande-Oficial, GOL) – Řádový odznak se v případě mužů nosí na stuze těsně kolem krku a v případě žen na stuze uvázané do mašle. Řádová hvězda se nosí nalevo na hrudi.
- komtur (Comendador, Com) – Řádový odznak se v případě mužů nosí na stuze těsně kolem krku a v případě žen na stuze uvázané do mašle. Řádová hvězda se nosí nalevo na hrudi.
- důstojník (Oficial, OL) – Řádový odznak se nosí na stužce s rozetou a zlatou sponou nalevo na hrudi. Řádová hvězda této třídě již nenáleží.
- rytíř/dáma (Cvaleiro/Dama, CvL/DmL) – Řádový odznak se nosí na stužce se zlatou sponou bez rozety nalevo na hrudi.

V případě vyznamenání instituce či lokality se třída neudílí a subjekt se stává čestným členem řádu (Membro Honorário).

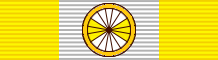
řádový řetěz
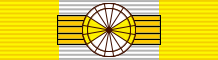
velkokříž
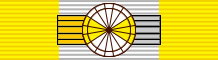
velkodůstojník
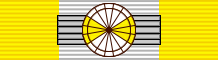
komtur
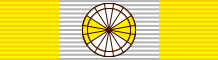
důstojník
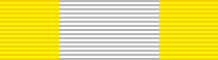
rytíř/dáma